# Marco bosnioherzegovino
El marco convertible (konvertibilna marka en bosnio y  croata, конвертибилна марка en serbio) es la moneda de curso legal vigente en Bosnia-Herzegovina desde el año 1998.

## Historia
Se estableció como tal en los acuerdos de Dayton de 1995. En 1998 el Marco Convertible (BAM) entró en vigencia como moneda oficial en todo el territorio de Bosnia-Herzegovina y reemplazó al dinar bosnioherzegovino, al dinar serbobosnio y la kuna croata.
Su nombre proviene del marco alemán, moneda con la que mantuvo una tasa de cambio de 1 a 1 hasta 2002. Desde entonces mantiene un cambio fijo de 1 EUR = 1,95583 BAM.

## Monedas
El 9 de diciembre de 1998 fueron puestas en circulación monedas de 10, 20 y 50 feninga. Posteriormente, el 31 de julio de 2000 se agregaron al cono monetario las monedas de 1 y 2 marcos. Finalmente, el 5 de enero de 2006, fueron puestas en curso legal las monedas de 5 feninga y 5 marcos.
| Denominación | Metal                     | Metal                     | Diámetro | Peso en g | Espesor | Canto                | Anverso                                                          | Reverso |
| Denominación | Anillo                    | Centro                    | Diámetro | Peso en g | Espesor | Canto                | Anverso                                                          | Reverso |
| ------------ | ------------------------- | ------------------------- | -------- | --------- | ------- | -------------------- | ---------------------------------------------------------------- | --- |
| 5 feninga    | Acero revestido en Níquel | Acero revestido en Níquel | 18 mm    | 2,66      | 1,7 mm  | Estriado             | 5 Feninga / фенинга - Босна и Херцеговина - Bosna i Hercegovina  | Escudo de Bosnia-Herzegovina - Año de acuñación - Bosna i Hercegovina - Босна и Херцеговина                   |
| 10 feninga   | Acero revestido en Cobre  | Acero revestido en Cobre  | 20 mm    | 3,9       | 1,9 mm  | Liso                 | 10 Feninga / фенинга - Босна и Херцеговина - Bosna i Hercegovina | Escudo de Bosnia-Herzegovina - Año de acuñación - Bosna i Hercegovina - Босна и Херцеговина                   |
| 20 feninga   | Acero revestido en Cobre  | Acero revestido en Cobre  | 22 mm    | 4,5       | 1,8 mm  | Estriado             | 20 Feninga / фенинга - Босна и Херцеговина - Bosna i Hercegovina | Escudo de Bosnia-Herzegovina - Año de acuñación - Bosna i Hercegovina - Босна и Херцеговина                   |
| 50 feninga   | Acero revestido en Cobre  | Acero revestido en Cobre  | 24 mm    | 5,15      | 1,6 mm  | Estriado             | 50 Feninga / фенинга - Босна и Херцеговина - Bosna i Hercegovina | Escudo de Bosnia-Herzegovina - Año de acuñación - Bosna i Hercegovina - Босна и Херцеговина                   |
| 1 Marco      | Acero revestido en Níquel | Acero revestido en Níquel | 23,23 mm | 4,9       | 1,8 mm  | Estriado discontinuo | Босна и Херцеговина - Valor facial - Bosna i Hercegovina         | Escudo de Bosnia-Herzegovina - Año de acuñación                                                               |
| 2 Marcos     | Latón                     | Cuproníquel               | 25,75 mm | 6,9       | 1,9 mm  | Estriado discontinuo | Bosna i Hercegovina - Valor facial - Босна и Херцеговина         | golub mira - Paloma de la paz sosteniendo una rama de olivo - año de acuñación - голуб мира                   |
| 5 Marcos     | Cuproníquel               | Latón                     | 30 mm    | 10,35     | 2 mm    | Estriado             | Bosna i Hercegovina - Valor facial - Босна и Херцеговина         | Bosna i Hercegovina - año de acuñación - Paloma de la paz sosteniendo una rama de olivo - Босна и Херцеговина |

## Billetes
En el año 1998 fueron puestos en curso legal billetes de 50 feninga, 1, 5, 10, 20, 50 y 100 marcos. En 2002 se introdujo el billete de 200 marcos.
El papel moneda es emitido por el Banco Central de Bosnia-Herzegovina, los mismos, poseen en el reverso distintos diseños, unos pertenecientes a la Federación de Bosnia-Herzegovina y otros pertenecientes a la República Srpska. El billete de 200 marcos posee un diseño único. Todos los billetes, sin importar el diseño, son válidos para ser utilizados en cualquier lugar del país.
El 31 de marzo de 2003 quedaron fuera de curso los billetes de 50 feninga. El 31 de marzo de 2009, el billete de 1 marco fue quitado de circulación. También un día 31 de marzo, pero de 2010, el billete de 5 marcos perdió validez legal.
En la actualidad circulan billetes de los siguientes valores:
- 10 marcos
- 20 marcos
- 50 marcos
- 100 marcos
- 200 marcos